# بوداقلي (جرجر)
بوداقلي (بالكردية: Nîran‏) (بالتركية: Budaklı)‏ هي قرية كرديّة تتبع إداريّاً لمديرية جرجر في محافظة أديامان التركية، بلغ عدد سكانها 133 نسمة في عام 2021.